# Jocón
Jocón est une municipalité du Honduras, située dans le département de Yoro. Elle comprend 10 villages et 80 hameaux. Elle est fondée en 1889.

## Source de la traduction
- (en) Cet article est partiellement ou en totalité issu de l’article de Wikipédia en anglais intitulé « Jocón » (voir la liste des auteurs).